# Престана
Престана (лат. Praestana) — це маловідома давньоримська богиня або ж уособлення певної ідеї, чиє ім'я походить від латинського дієслова praestare, що означає «перевершувати», «вирізнятися», «надавати» або «забезпечувати». Вона була частиною надзвичайно розгалуженого пантеону римських божеств, де кожен аспект життя, кожна подія чи навіть певна якість мали свого окремого покровителя. Римляни вірили, що Престана могла дарувати перевагу, надзвичайну силу або допомагати у досягненні успіху в дуже специфічних справах. Її функції, як і багатьох подібних дрібних божеств, не були широко відомими чи детально описаними у міфах. Більшість інформації про неї дійшла до нас завдяки працям ранніх християнських авторів, які згадували її, критикуючи політеїстичну релігію римлян.

## Етимологія та значення
Назва Praestana безпосередньо пов'язана з латинським дієсловом praestare, яке має широкий спектр значень, включаючи «бути на чолі», «вирізнятися», «передавати», «надавати» або «доводити свою перевагу». У контексті її згадок, Престана, ймовірно, асоціювалася з ідеєю переваги, досконалості, або ж із процесом надання чи забезпечення певних визначних якостей.

## Згадки у джерелах
Основні та майже єдині відомості про Престану походять від ранньохристиянського апологета Арнобія Молодшого (близько V століття н. е.). У своєму творі «Проти язичників» (Adversus nationes) Арнобій, як і інші Отці Церкви (наприклад, Августин Блаженний), докладно перераховував численних римських божеств. Його метою було висміяти та дискредитувати політеїзм, вказуючи на, на його думку, абсурдність віри в богів, відповідальних за найдрібніші та найспецифічніші аспекти життя.

Арнобій згадує Престану, коли критикує римлян за створення богів для таких вузьких функцій. Він пише:
Престана, як ви стверджуєте, була названа так тому, що Квірін [Ромул] перевершив усіх силою у метанні списа; а богиня Панда, або Пантіка, була названа тому, що Титу Тацію було дозволено відкрити та зробити прохідним шлях, щоб він міг взяти Капітолій. То чи не існували ці божества до цих подій?
Ця цитата вказує на те, що функція Престани могла бути пов'язана з наданням переваги, виняткової сили або видатних здібностей у певній дії, що ілюструється прикладом Ромула.
В інших контекстах, хоча і рідко, Престана може бути згадана поряд з Престіцією (Praestitia), епітетом богині Вести, який також походить від praestare і означає «ту, що стоїть попереду» або «захищає». Це підкреслює спільний етимологічний корінь і потенційний зв'язок зі значенням «переваги» або «захисту/виконання».

## Сучасні інтерпретації
Сучасні дослідники римської релігії розглядають таких божеств, як Престана, як відображення прагматичного та надзвичайно деталізованого підходу римлян до релігії. Римляни вірили, що для кожної конкретної дії, кожного етапу життя, і навіть кожної певної якості чи події, існувала своя окрема божественна сутність. Звернення до такої специфічної божественної сили, як вважалося, забезпечувало точність ритуалу та успіх у досягненні бажаного результату.
Завдяки збереженим працям християнських апологетів, таких як Арнобій, ми отримали цінні свідчення про існування та функції цих маловідомих божеств. Вони є важливими для розуміння складності римської релігійної свідомості, яка прагнула охопити божественною присутністю та контролем усі аспекти людського існування.